# Muzeum Wojskowo-Historyczne Bundeswehry

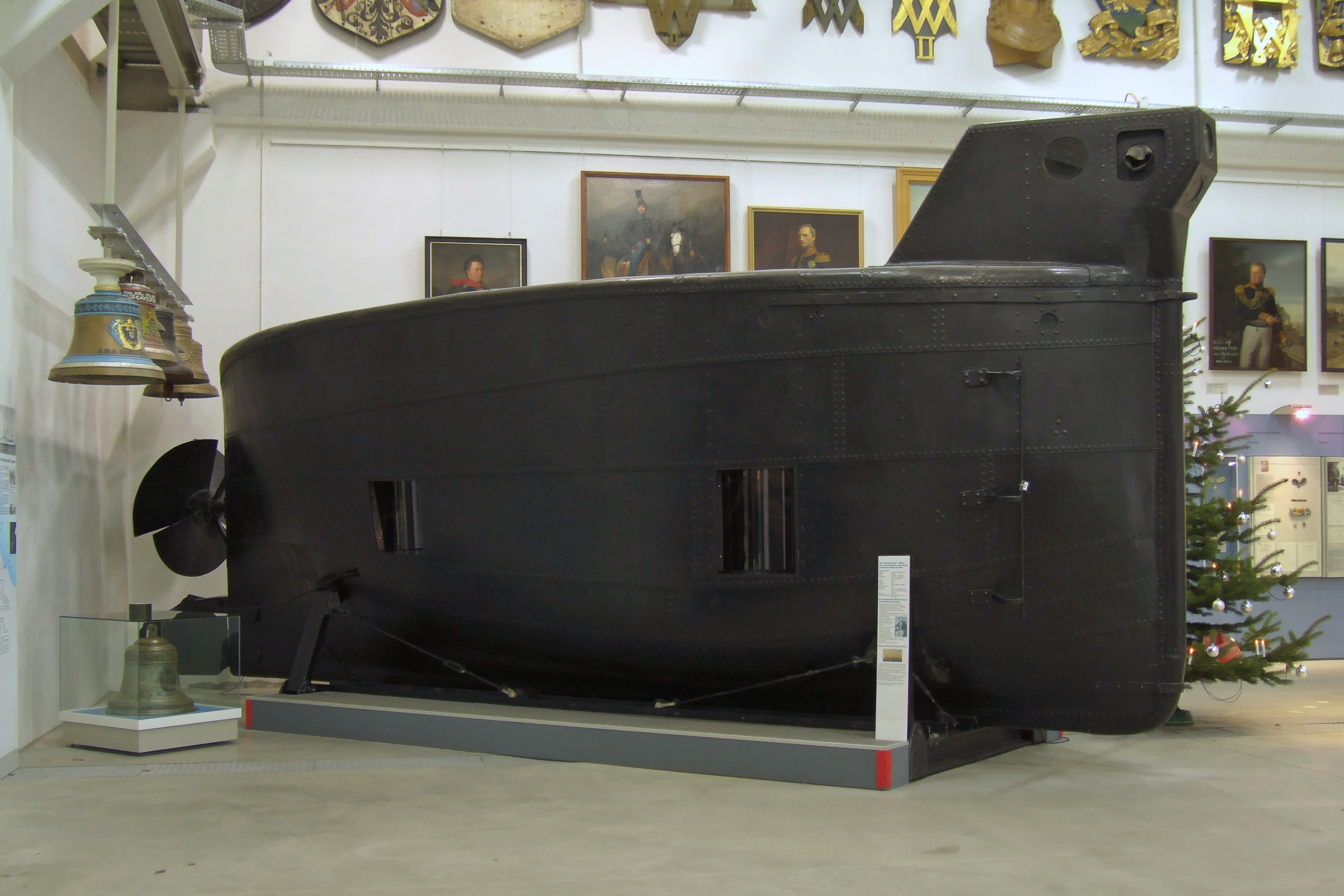
Okręt podwodny Brandtaucher, 1850

Muzeum Wojskowo-Historyczne Bundeswehry (niem. Militärhistorisches Museum der Bundeswehr) – muzeum poświęcone historii wojskowości, w szczególności dotyczące armii niemieckiej, zlokalizowane w Dreźnie w Niemczech, przy Olbrichtplatz 2.

## Historia
Muzeum mieści się w arsenale i jego początki sięgają lat 1873–1877. Po II wojnie światowej ponownie otwarte jako muzeum armii NRD, w 1990 przemianowane na Muzeum Wojskowo-Historyczne. Prace przy przebudowie arsenału według projektu Daniela Libeskinda zakończono 15 października 2011 roku.

## Ważniejsze eksponaty
- Brandtaucher – niemiecki okręt podwodny, zwodowany w 1850 w Kilonii
- kapsuła statku Sojuz 29

## Linki zewnętrzne

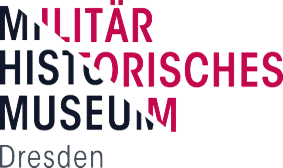
Logo muzeum